# Marie Under

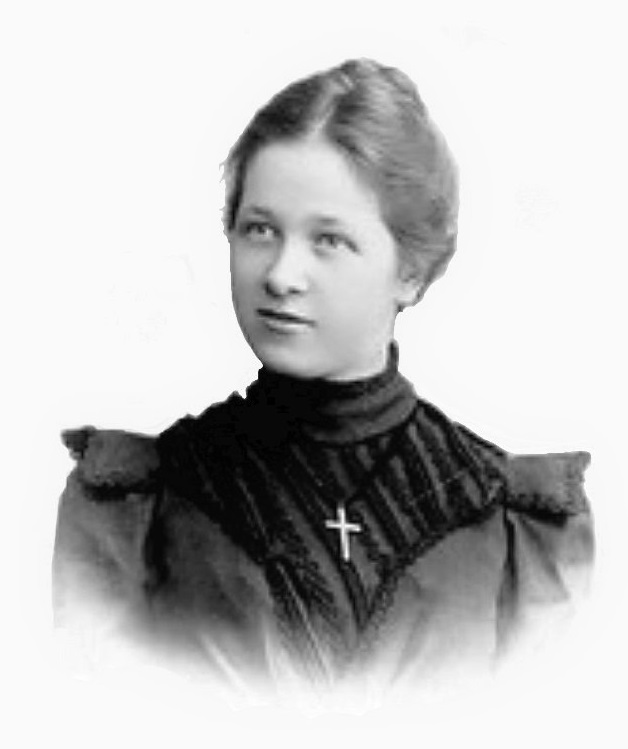
Marie Under 1895-1905.

Marie Under (Tallinn, 27 maart 1883 - Stockholm, 25 september 1980) was een Estisch dichteres. Zij behoorde van 1917 tot 1919 tot de invloedrijke schrijvers- en dichtersgroep Siuru en wordt sindsdien gerekend tot de belangrijkste dichters uit haar taalgebied. Vanaf 1944 woonde ze in Zweden.

## Leven en werk
Marie Under was de dochter van een onderwijzer die oorspronkelijk afkomstig was van het eiland Hiiumaa. Ze bracht haar kindertijd in Tallinn door en bezocht daar een Duitse meisjesschool. Haar jeugdgedichten schreef ze in het Duits. Under werkte aanvankelijk in een boekwinkel. De schrijver Eduard Vilde introduceerde haar in de literaire wereld. In 1902 huwde ze met de verduitste Est Carl Hacker, een accountant, met wie ze zich in de buurt van Moskou vestigde. Daar kreeg het echtpaar twee kinderen.
In 1904 ontmoette ze tijdens een vakantie in Estland de schilder Ants Laikmaa, met wie ze een liefdesrelatie kreeg. Ze correspondeerde met de schilder en schreef gedichten voor hem, terwijl Laikmaa haar portretteerde. Laikmaa haalde haar ertoe over haar gedichten in het Duits te vertalen. In 1906 keerde Under naar Estland terug, waar ze haar rol ging spelen in het literaire leven.
In 1913 ontmoette Under de dichter Artur Adson met wie Under in 1924 na haar scheiding van Hacker zou trouwen en die later ook haar biograaf zou worden. Van 1917 tot 1919 behoorde ze tot de centrale figuren in de schrijversgroep Siuru, die ook haar eerste dichtbundels uitgaf. Deze groep, waartoe behalve Under en Adson ook Friedebert Tuglas en Johannes Semper behoorden, stond name onder invloed van het symbolisme. In de jaren 20 werd Under beïnvloed door het Duitse expressionisme. Haar gedichten, die aanvankelijk levenslustig en sensueel van karakter waren, kregen een somberder toon.
In 1944 vluchtten Under en Adson voor de sovjetlegers naar Zweden, waar ze zich in de buurt van Stockholm vestigden. Under kreeg een aanstelling als archivaris bij het Theatermuseum van Drottningholm, waaraan ze tot 1957 verbonden bleef.
Marie Under behoorde tot de eerste leden van de Estische schrijversbond en was erelid van de internationale P.E.N.-club.

## Vertalingen
Behalve dichteres was Marie Under ook vertaalster. Ze vertaalde poëzie uit zestien verschillende talen naar het Estisch, te beginnen met een antologie van Duitse expressionisten die ze in 1920 samenstelde. Under vertaalde onder meer Baudelaire en Lermontov en bovendien toneelwerk van Sophocles, Ibsen en Maeterlinck. 
Zelf is Under een van de meest vertaalde dichters uit haar taalgebied en mede dankzij dat feit werd haar naam tijdens haar leven ook regelmatig in verband gebracht met de Nobelprijs voor de Literatuur. In het Duits, Frans en Zweeds verschenen uitsluitend aan haar gewijde bundels. In het Nederlands zijn drie gedichten van Under in vertaling gepubliceerd. Het gedicht Me ootame verscheen in een vertaling van Willem Brandt onder de titel 'Wachtend' omstreeks 1947 in de uit het Engels vertaalde verzamelbundel Schrijvers in ballingschap. Het is een typisch naoorlogs Under-gedicht dat het verlangen naar het verloren vaderland uitdrukt zonder dat bij name te noemen. De laatste regels luiden:
Wij wachten. Ik vertrouw, gekwetst maar groot,
op een nieuw teken. Of een trotse dood.
In 2008 verscheen de vertaling van twee andere gedichten in Het lijf in slijk geplant, een verzameling gedichten uit de Eerste Wereldoorlog.

## Lijst van werken
- Sonetid (Sonnetten, 1917)
- Eelõitseng (Voorbloei, 1918)

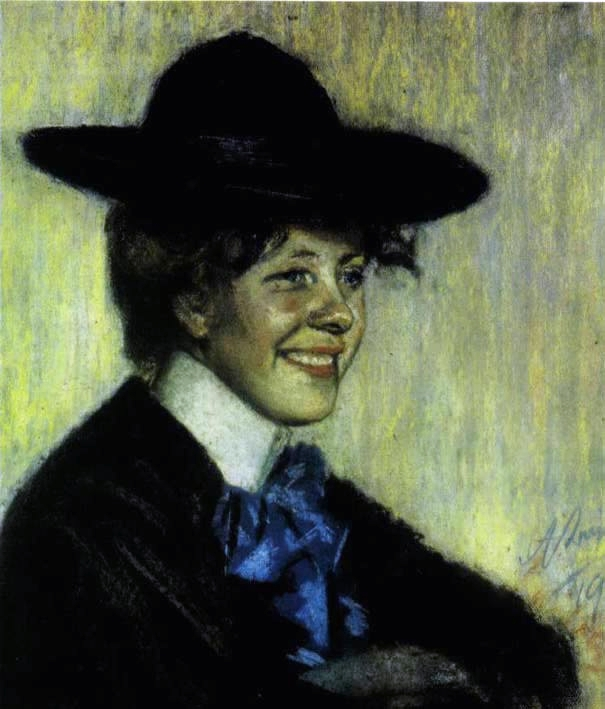
Portret van Marie Under door Ants Laikmaa in 1904

- Sinine puri (Het blauwe zeil, 1918)
- Verivalla (Aderlating, 1920)
- Pärisosa (Erfdeel, 1923)
- Hääl varjust (Een stem uit de schaduw, 1927)
- Rõõm ühest ilusast päevast (Vreugde om een mooie dag, 1928)
- Õnnevarjutus (Geluksverduistering, 1929; balladen)
- Lageda taeva all (Onder de wijde hemel, 1930)
- Kivi südamelt (Een steen van het hart, 1935)
- Mureliku suuga (Met bezorgde mond, 1942)
- Sädemed tuhas (Vonken in de as, 1954)
- Ääremail (In grenslanden, 1963; hierin ook door Under vertaalde gedichten)
- Mu süda laulab (Mijn hart zingt, postume antologie, 1981)